# Salih Korkmaz
Salih Korkmaz (né le 14 avril 1997 à Arguvan) est un athlète turc, spécialiste de la marche.

## Carrière
Il bat le record national junior pour remporter la médaille de bronze du 10 000 m marche lors des championnats du monde U20 de 2016.
Le 16 juillet 2017, il termine 4e lors des Championnats d'Europe espoirs en battant le record national espoirs en 1 h 23 min 10 s.
Le 14 juillet 2019, il bat le record national en 1 h 21 min 32 s pour remporter la médaille d’argent lors des Championnats d’Europe espoirs à Gävle.

## Palmarès
| Date | Compétition               | Lieu      | Résultat | Épreuve         | Performance     |
| ---- | ------------------------- | --------- | -------- | --------------- | --------------- |
| 2016 | Championnats du monde U20 | Bydgoszcz | 3e       | 10 000 m marche | 40 min 45 s 53  |
| 2019 | Championnats d'Europe U23 | Gävle     | 2e       | 20 km marche    | 1 h 21 min 32 s |
| 2019 | Championnats du monde     | Doha      | 5e       | 20 km marche    | 1 h 27 min 35 s |
| 2022 | Championnats d'Europe     | Munich    | 7e       | 20 km marche    | 1 h 20 min 50 s |
| 2023 | Universiades              | Chengdu   | 1er      | 20 km marche    | 1 h 23 min 40 s |

## Records
| Épreuve         | Performance          | Lieu     | Date             |
| --------------- | -------------------- | -------- | ---------------- |
| 10 000 m marche | 39 min 26 s 92       | Istanbul | 5 septembre 2020 |
| 20 km marche    | 1 h 18 min 42 s (NR) | Antalya  | 6 mars 2021      |
| 35 km marche    | 2 h 29 min 4 s       | Cieza    | 26 février 2023  |